# Tycoon Talk
《TYCOON TALK》，是香港無綫電視明珠台的一個商界名人訪談節目，由著名影視製作人戴尚安（Sean Lee-Davies）執導及主持，一連八集走訪香港八位重量級商界領袖及企業家，剖析其成功之道，並且走進他們的辦公室及居所，暢談他們的工作理念、家庭觀、人生觀，及對香港未來的看法。
節目透過輕鬆手法訪問每位嘉賓，披露他們於鎂光燈背後的有趣一面。主持人戴尚安在節目中與嘉賓打成一片，例如與利豐聯營公司利標品牌行政總裁樂裕民打桌球、乘搭大生銀行董事馬清揚的私人直昇機翱翔香港上空、又乘坐由合和實業主席胡應湘爵士駕駛的環保電動車暢遊香港，期間分享他們與家人、朋友，甚至下屬的生活之道。
《TYCOON TALK》由2014年8月7日至9月25日，逢星期四晚上9時30分至10時於無綫電視明珠台播映，及於myTV提供網上節目重溫。節目於星期四深夜2時，及星期日黃昏6時30分至7時重播。播映日期及資料，以明珠台最後公布為準。

## 每集內容
| 集數 | 播映日期      | 嘉賓                        | 職銜                                     | 行業           |
| 01   | 2014年8月7日  | 胡應湘爵士，GBS，KCMG，FICE | 合和實業有限公司主席                     | 房地產及基建   |
| 02   | 2014年8月14日 | 樂裕民先生                  | 利標品牌（利豐聯營公司）行政總裁及副主席 | 採購及康體     |
| 03   | 2014年8月21日 | 詹康信先生，GBS             | 嘉柏環球有限公司主席                     | 物流及品酒     |
| 04   | 2014年8月28日 | 朱鼎健博士                  | 觀瀾湖集團主席兼行政總裁                 | 高爾夫球及酒店 |
| 05   | 2014年9月4日  | 盛智文博士，GBM，GBS，JP    | 蘭桂坊控股有限公司主席                   | 娛樂及房產     |
| 06   | 2014年9月11日 | 田北辰先生，BBS，JP         | 縱橫二千集團創辦人及主席                 | 時裝品牌       |
| 07   | 2014年9月18日 | 馬清揚先生                  | 大生銀行董事                             | 銀行及房產     |
| 08   | 2014年9月25日 | 呂耀東先生                  | 銀河娛樂集團副主席                       | 娛樂場及酒店   |

## 外部連結
- 節目官方網站（页面存档备份，存于）

## 電視節目的變遷
| 香港無綫電視明珠台 星期四 21:30-22:00 時段 | 香港無綫電視明珠台 星期四 21:30-22:00 時段 | 香港無綫電視明珠台 星期四 21:30-22:00 時段 |
| ------------------------------------------ | ------------------------------------------ | ------------------------------------------ |
|                                            | Tycoon Talk （2014.08.07 - 2014.09.25）    |                                            |
| 愛爆PET PET （2014.07.24 - 2014.07.31）    | 酒遍全世界 （2014.10.02 - 2014.12.25）     |                                            |